# Meath Cemetery Villers-Guislain
Le cimetière « Meath Cemetery » est l'un des 5 cimetières militaires de la Première Guerre mondiale situés à Villers-Guislain (Nord). Les 4 autres cimetières sont 
Gauche Wood Cemetery, Targelle Ravine British Cemetery, Villers-Guislain Communal Cemetery et Villers Hill British Cemetery.

## Historique

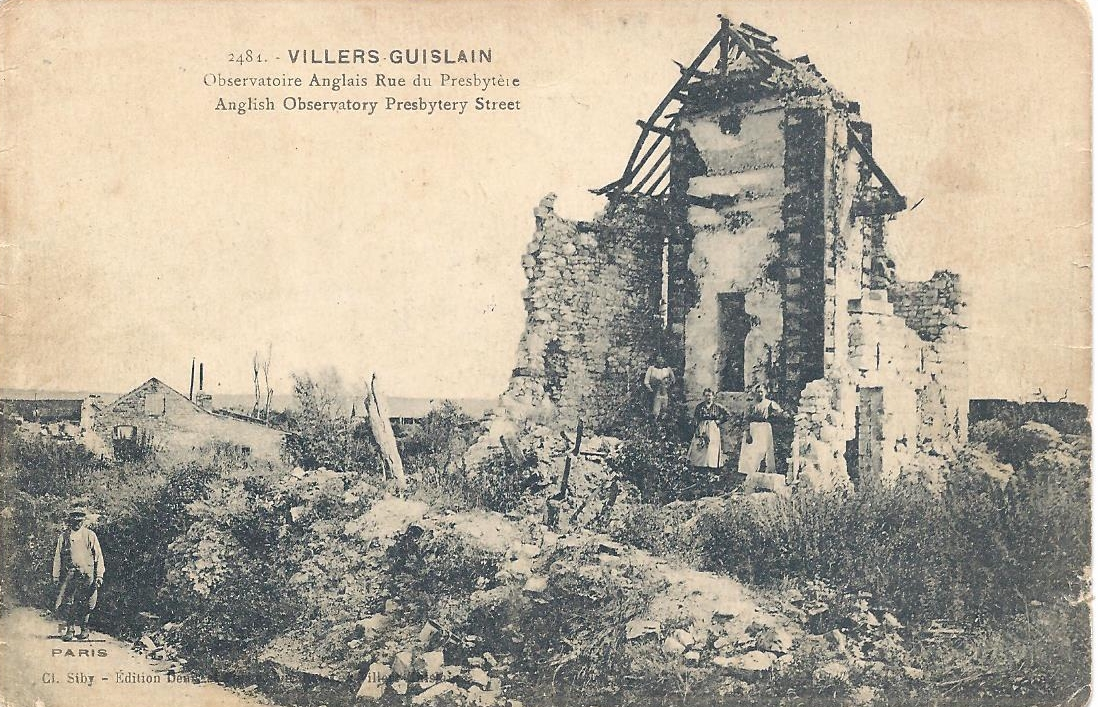
Ruines de l'église ayant servi d'observatoire aux Anglais vers la fin de la guerre.

Villers-Guislain fut occupé par les Allemands dès le début de la guerre le 28 août 1914 et le resta jusqu'en avril 1917, date à laquelle il fut repris par les forces du Commonwealth. Il fut perdu le 30 novembre 1917 lors des attaques allemandes de la bataille de Cambrai malgré les attaques féroces de la Division des Gardes et des chars. Le village a finalement été abandonné par les Allemands le 30 septembre 1918 après de violents combats.

## Localisation
Le cimetière se trouve en pleine campagne, à 4 km au sud de Villers-Guislain, au sommet d'une colline. Vers le nord-est, on aperçoit deux autres cimetières militaires de Villers-Guislain : Villers Hill British Cemetery et Targelle Ravine British Cemetery. On y accède par un chemin agricole peu carrossable.

## Caractéristique
Le cimetière de Meath a été créé en octobre 1918. Il contient 125 sépultures dont 21 ne sont pas identifiées. La majorité appartenaient aux Cameronians, aux Queen's Royal West Surreys et au London Regiment. Le cimetière a été conçu par W H Cowlishaw.

## Galerie

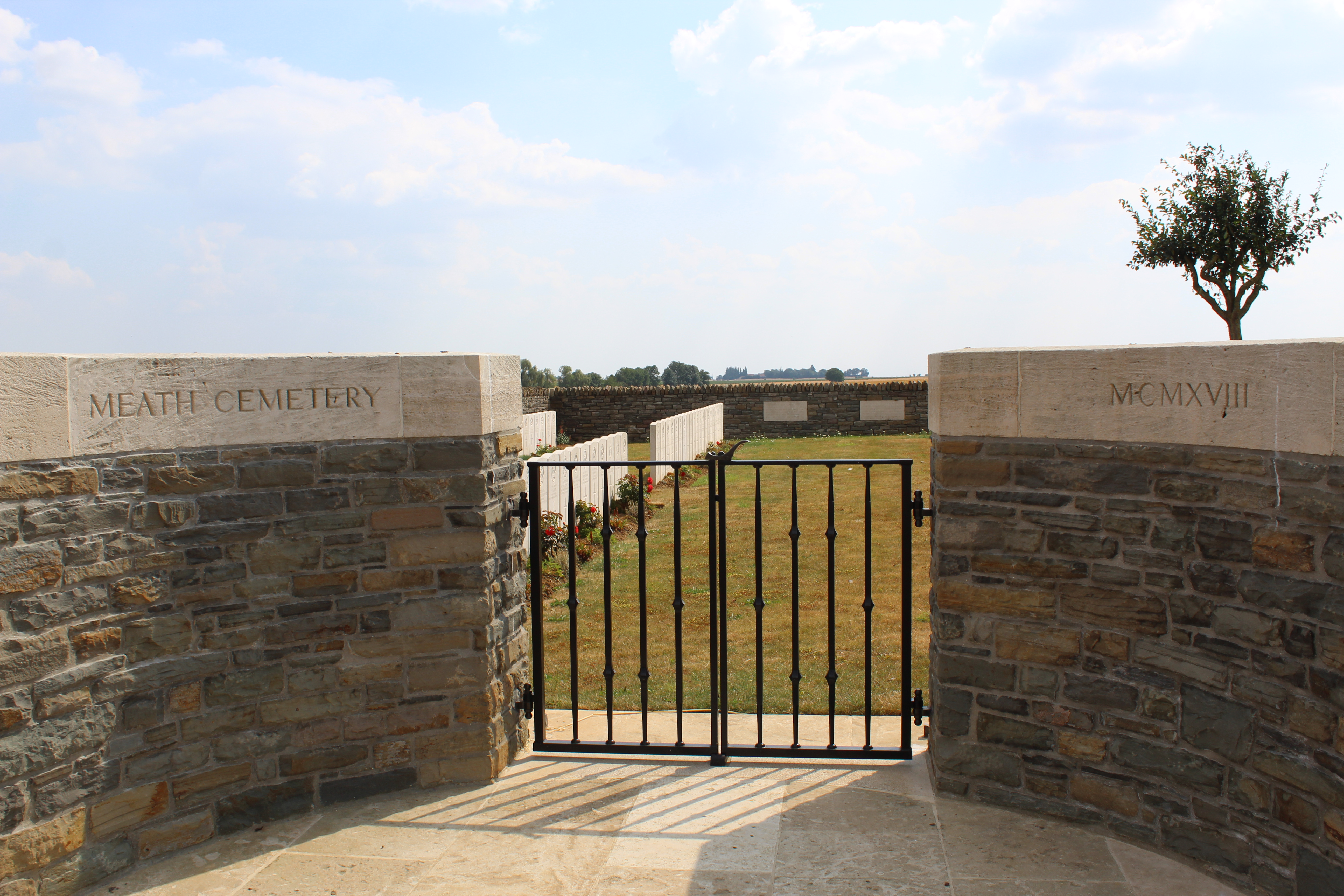
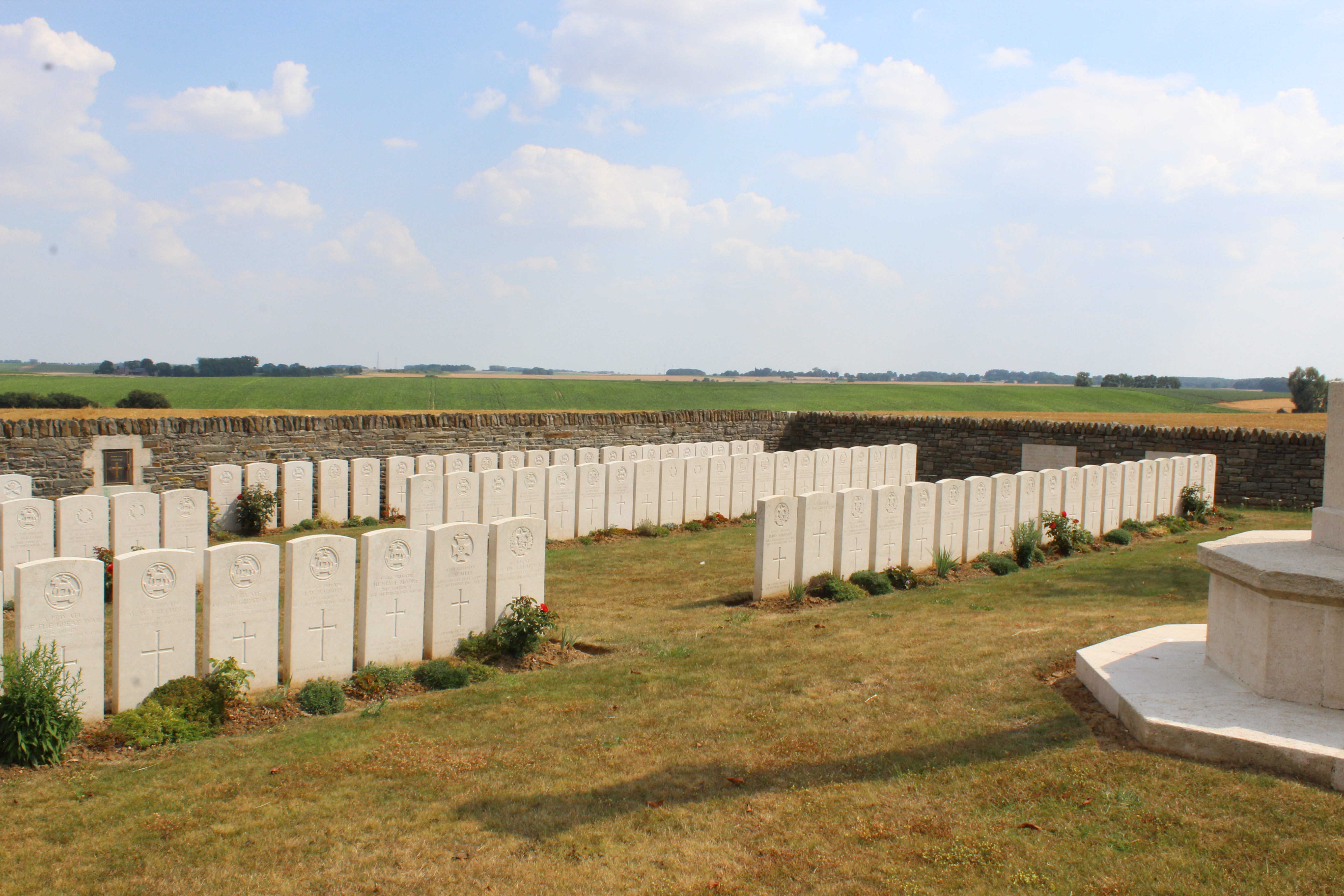
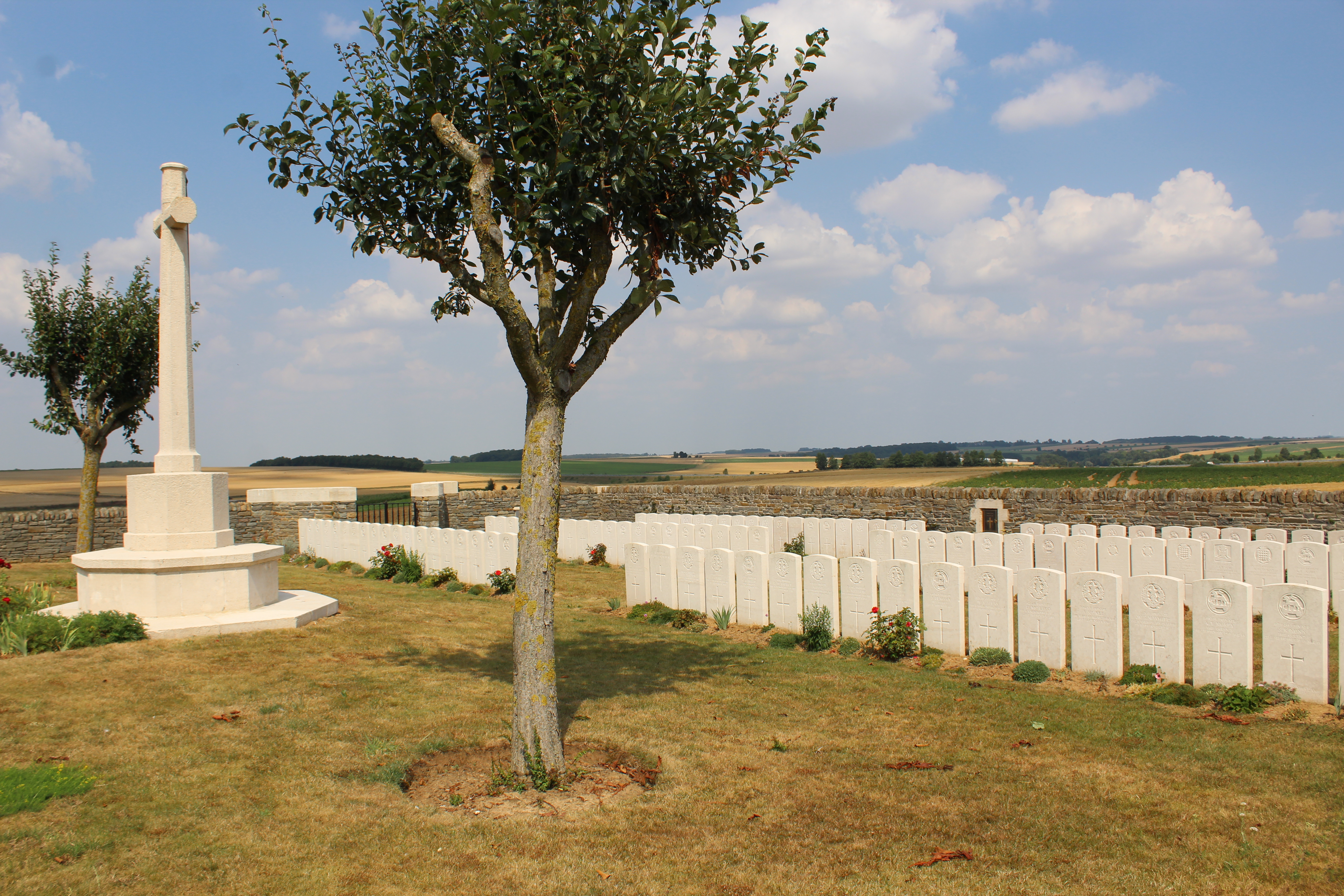
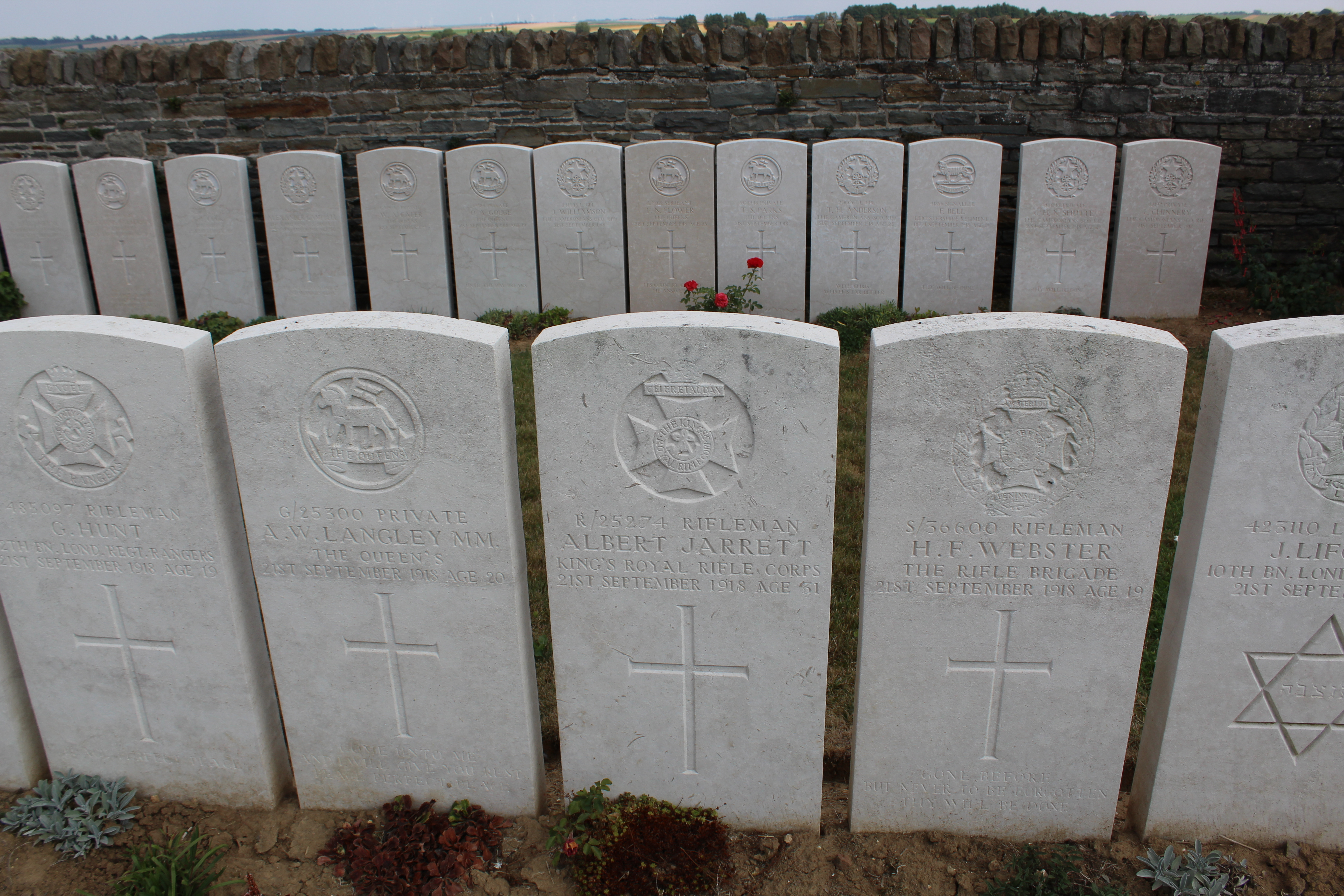
Tombes de soldats britanniques tombés le 21 septembre 1918.

## Sépultures
| Pays        | Sépultures |
| ----------- | ---------- |
| Royaume-Uni | 125        |